# Rafinha (fotbollsspelare född 1985)
Márcio Rafael Ferreira de Souza, född 7 september 1985 i Londrina, Paraná, känd som Rafinha, är en brasiliansk fotbollsspelare (försvarare) som spelar för São Paulo. Han har även spelat för Brasiliens landslag. Hans namn översatt till svenska betyder "Lilla Rafa".

## Klubbkarriär

### Tidig karriär
Rafinha började sin karriär vid sjuårsåldern i futsal-klubben Gremio Londrinense 1992, nära hans hemstad Londrina i delstaten Paraná. Vid tolvårsåldern anlände Rafinha till den lokala klubben PSTC, innan han skrev kontrakt med Londrina 2001, då 16 år. Rafinha hann bara spela en säsong i klubben, innan han köptes upp av Coritiba året därpå i den brasilianska Serie A. Trots att Rafinha var tvungen att flytta hundratals mil från sin hemstad, skulle Coritiba ge Rafinha chansen att visa sina talanger på en högre nivå.

### Schalke 04
Under sin karriär i Coritiba blev Rafinha uttagen till Brasiliens U20–landslag. Rafinha deltog i den följande Ungdoms-VM i fotboll 2005, arrangerad i Nederländerna, där han under turneringen stod för två mål och spelade en huvudroll i Brasiliens framsteg till bronsmedaljen. Hans framgång i turneringen gjorde att många klubbar blev intresserade, men det blev till slut Schalke 04 som Rafinha skrev ett fyraårskontrakt, som sträcker sig till juni 2011, värt ungefär fem miljoner euro. År 2009 kom det spekulationer om att Rafinha skulle kunna göra en flytt till Bayern München under sitt kontrakt, ifall Schalke inte skulle kvalificera sig till nästa säsongen av Champions League, men dessa rykten har visat sig varit falska då Schalke har ingen anledning att sälja den brasilianske spelaren.

### Bayern München
Den 1 juni 2011 värvades Rafinha av tyska Bayern München för €5 miljoner euro, motsvarande cirka 45 miljoner i svenska kronor. Han skrev på ett treårskontrakt med klubben, som sträckte sig fram till juni 2014.

### Flamengo
I juni 2019 värvades Rafinha av Flamengo.

### Olympiakos
Den 23 augusti 2020 värvades Rafinha av grekiska Olympiakos. Den 2 februari 2021 lämnade han klubben.

### Grêmio
Den 29 mars 2021 skrev Rafinha på ett ettårskontrakt med Grêmio.

### São Paulo
I december 2021 värvades Rafinha av São Paulo, där han skrev på ett ettårskontrakt med option på ytterligare ett år. I november 2022 meddelade São Paulo att de förlängde Rafinhas kontrakt fram över säsongen 2023. I oktober 2023 förlängde han sitt kontrakt med ytterligare en säsong.

## Landslagskarriär
Rafinha gjorde sin debut för Brasiliens landslag den 20 september 2008 mot Bolivia i kvalspelet inför världsmästerskapet i fotboll 2010. Matchen slutade oavgjort 0–0.

### Olympiska sommarspelen 2008
I sommaren 2008 kom Rafinha ihop sig med Schalke om sin medverkan för det brasilianska landslaget vid de olympiska sommarspelen 2008. 
Schalke var inte de enda klubben som var drabbad, utan även Diego från Werder Bremen och Messi från Barcelona. De tre klubbarna ville inte att deras spelare skulle spela för sina landslag i de olympiska sommarspelen, utan istället hjälpa sina klubbar vinna inhemska och europeiska fotbollsturneringar. Fallet togs om hand av FIFA, som bestämde att alla klubbar skulle få tillåta sina spelare spela i landslaget vid tjugotreårsåldern i de olympiska sommarspelen.
De tre följande klubbarna tog sina fall till Idrottens skiljedomstol (CAS), som bestämde om de tre klubbarnas tjänster, där de fastslog att "Idrottens skiljedomstol har hävt överklagandena av Schalke 04, Werder Bremen och Barcelona mot detta beslut utfärdat den 30 juli 2008 av the Single Judge of the Fifa's Players' Status Committee, som följaktligen har gjort sitt i dess helhet".
Schalke fortsatte att förhindra Rafinha från att delta i de olympiska spelen, men Rafinha blev uttagen till det brasilianska landslaget, trots Schalkes överklagande. Den 24 september 2008 straffades Rafinha genom en rekordböter på 700 000 euro, när den tyska klubben kände att Rafinhas trettiofem dagar i de olympiska spelen hade "brutit mot deras kontrakt".

## Karriärstatistik

### Klubblag
| Klubb              | Säsong             | Liga                | Liga    | Liga | Distriktsmästerskap | Distriktsmästerskap | Nationell cup | Nationell cup | Internationell cup | Internationell cup | Övrigt  | Övrigt | Totalt  | Totalt | Ref.          |
| Klubb              | Säsong             | Division            | Matcher | Mål  | Matcher             | Mål                 | Matcher       | Mål           | Matcher            | Mål                | Matcher | Mål    | Matcher | Mål    | Ref.          |
| ------------------ | ------------------ | ------------------- | ------- | ---- | ------------------- | ------------------- | ------------- | ------------- | ------------------ | ------------------ | ------- | ------ | ------- | ------ | ------------- |
| Coritiba           | 2004               | Série A             | 24      | 0    | 0                   | 0                   | 0             | 0             | 0                  | 0                  | —       | —      | 24      | 0      | [ 11 ]        |
| Coritiba           | 2005               | Série A             | 13      | 3    | 11                  | 2                   | 3             | 0             | —                  | —                  | —       | —      | 27      | 5      | [ 11 ]        |
| Coritiba           | Totalt             | Totalt              | 37      | 3    | 11                  | 2                   | 3             | 0             | 0                  | 0                  | —       | —      | 51      | 5      | —             |
| Schalke 04         | 2005/2006          | Bundesliga          | 29      | 0    | —                   | —                   | 1             | 0             | 12                 | 0                  | —       | —      | 42      | 0      | [ 12 ]        |
| Schalke 04         | 2006/2007          | Bundesliga          | 31      | 2    | —                   | —                   | 2             | 0             | 2                  | 0                  | —       | —      | 35      | 2      | [ 13 ]        |
| Schalke 04         | 2007/2008          | Bundesliga          | 32      | 2    | —                   | —                   | 3             | 1             | 10                 | 1                  | 1       | 0      | 46      | 4      | [ 11 ]        |
| Schalke 04         | 2008/2009          | Bundesliga          | 30      | 2    | —                   | —                   | 3             | 0             | 7                  | 0                  | —       | —      | 40      | 2      | [ 14 ]        |
| Schalke 04         | 2009/2010          | Bundesliga          | 31      | 1    | —                   | —                   | 4             | 1             | —                  | —                  | —       | —      | 35      | 2      | [ 15 ]        |
| Schalke 04         | Totalt             | Totalt              | 153     | 7    | —                   | —                   | 13            | 2             | 31                 | 1                  | 1       | 0      | 198     | 10     | —             |
| Genoa              | 2010/2011          | Serie A             | 34      | 2    | —                   | —                   | 3             | 0             | —                  | —                  | —       | —      | 37      | 2      | [ 11 ]        |
| Bayern München     | 2011/2012          | Bundesliga          | 24      | 0    | —                   | —                   | 4             | 0             | 7                  | 1                  | —       | —      | 35      | 1      | [ 16 ]        |
| Bayern München     | 2012/2013          | Bundesliga          | 13      | 2    | —                   | —                   | 2             | 0             | 2                  | 0                  | 0       | 0      | 17      | 2      | [ 17 ]        |
| Bayern München     | 2013/2014          | Bundesliga          | 28      | 0    | —                   | —                   | 6             | 0             | 9                  | 0                  | 3       | 0      | 46      | 0      | [ 11 ]        |
| Bayern München     | 2014/2015          | Bundesliga          | 26      | 0    | —                   | —                   | 4             | 0             | 11                 | 0                  | 0       | 0      | 41      | 0      | [ 18 ]        |
| Bayern München     | 2015/2016          | Bundesliga          | 25      | 0    | —                   | —                   | 4             | 0             | 4                  | 0                  | 1       | 0      | 34      | 0      | [ 19 ] [ 20 ] |
| Bayern München     | 2016/2017          | Bundesliga          | 20      | 1    | —                   | —                   | 2             | 0             | 5                  | 0                  | 1       | 0      | 28      | 1      | [ 21 ] [ 22 ] |
| Bayern München     | 2017/2018          | Bundesliga          | 27      | 1    | —                   | —                   | 3             | 0             | 8                  | 0                  | 1       | 0      | 39      | 1      | [ 23 ] [ 24 ] |
| Bayern München     | 2018/2019          | Bundesliga          | 16      | 1    | —                   | —                   | 4             | 0             | 6                  | 0                  | 0       | 0      | 26      | 1      | [ 25 ]        |
| Bayern München     | Totalt             | Totalt              | 179     | 5    | —                   | —                   | 29            | 0             | 52                 | 1                  | 6       | 0      | 266     | 6      | —             |
| Flamengo           | 2019               | Série A             | 20      | 0    | —                   | —                   | 1             | 0             | 7                  | 0                  | 2       | 0      | 30      | 0      | –             |
| Flamengo           | 2020               | Série A             | 2       | 0    | 10                  | 0                   | 0             | 0             | 1                  | 0                  | 3       | 0      | 16      | 0      | –             |
| Flamengo           | Totalt             | Totalt              | 22      | 0    | 10                  | 0                   | 1             | 0             | 8                  | 0                  | 5       | 0      | 46      | 0      | —             |
| Olympiakos         | 2020/2021          | Grekiska superligan | 14      | 0    | —                   | —                   | 0             | 0             | 8                  | 0                  | —       | —      | 22      | 0      | –             |
| Grêmio             | 2021               | Série A             | 30      | 0    | 7                   | 0                   | 2             | 0             | 4                  | 0                  | —       | —      | 43      | 0      | –             |
| São Paulo          | 2022               | Série A             | 32      | 0    | 11                  | 0                   | 4             | 0             | 3                  | 0                  | —       | —      | 50      | 0      | –             |
| São Paulo          | 2023               | Série A             | 19      | 0    | 3                   | 0                   | 10            | 1             | 3                  | 0                  | —       | —      | 35      | 1      | –             |
| São Paulo          | Totalt             | Totalt              | 51      | 0    | 14                  | 0                   | 14            | 1             | 6                  | 0                  | —       | —      | 85      | 1      | –             |
| Totalt i karriären | Totalt i karriären | Totalt i karriären  | 520     | 17   | 42                  | 2                   | 65            | 3             | 109                | 2                  | 12      | 0      | 748     | 24     | —             |

1. ↑  Matcher i Campeonato Paranaense, Campeonato Carioca, Campeonato Gaúcho och Campeonato Paulista.
2. ↑  Matcher i DFB-Pokal, Coppa Italia och Copa do Brasil.
3. ↑  Matcher i Champions League och Uefacupen.
4. 1 2  Matcher i Uefacupen.
5. 1 2 3 4 5 6 7 8 9 10  Matcher i Champions League.
6. ↑  Matcher i DFL-Ligapokal.
7. ↑  Matcher i Uefa Super Cup och klubblags-VM.
8. 1 2 3  Matcher i DFL-Supercup.
9. 1 2  Matcher i Copa Libertadores.
10. ↑  Matcher i klubblags-VM.
11. ↑  Två matcher i Recopa Sudamericana och en match i Supercopa do Brasil.
12. 1 2 3  Matcher i Copa Sudamericana.

### Landslag
| Brasiliens landslag | Brasiliens landslag | Brasiliens landslag |
| År                  | Matcher             | Mål                 |
| ------------------- | ------------------- | ------------------- |
| 2008                | 1                   | 0                   |
| 2014                | 1                   | 0                   |
| 2017                | 2                   | 0                   |
| Totalt              | 4                   | 0                   |